# Rydzyna
Rydzyna é um município da Polônia, na voivodia da Grande Polônia e no condado de Leszno. Estende-se por uma área de 2,2 km², com 2 754 habitantes, segundo os censos de 2016, com uma densidade de 1251,8 hab/km².